# 斯特納島
斯特納島（英語：Sterna Island）是南極洲的島嶼，位於葛拉漢地西岸，處於達布島以北1.3公里，由英國探險隊繪入地圖，在1959年由英國南極名稱諮詢委員會命名，現時由南極條約體系管理。